# CITIC Plaza
CITIC Plaza er en 80-etage skyskraber i Guangzhou, Folkerepublikken Kina. Den er 391 meter høj inklusivt 2 antenner på toppen.